# 죽비

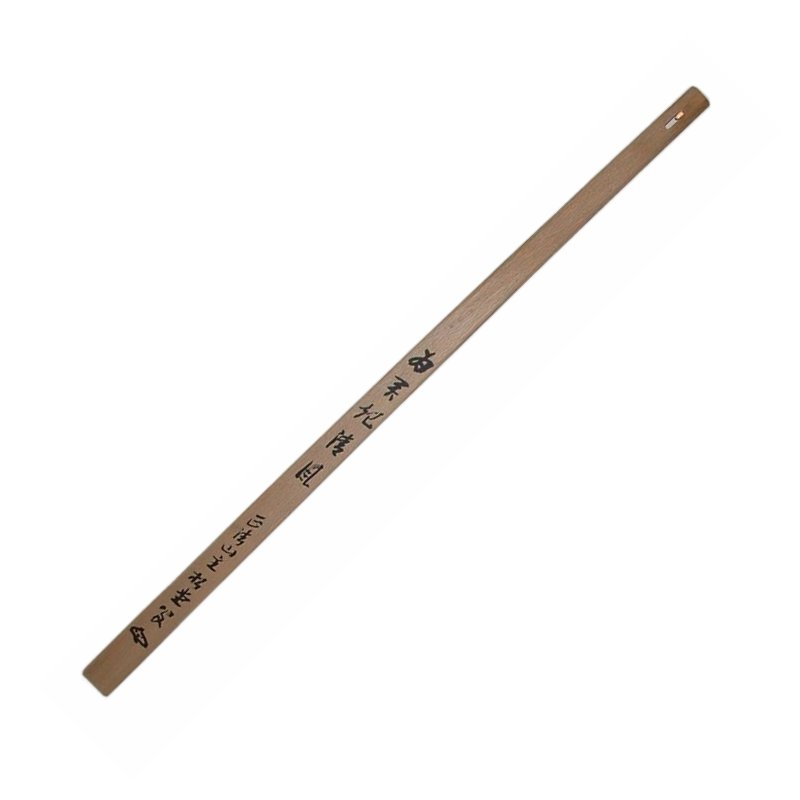

죽비(竹篦)는 불교에서 장시간 참선으로 심신이 흐트러질 경우 정신을 깨우기 위해 사용하는 도구이며 죽비자(竹篦子)라고도 부른다. 대개는 법을 전하는 자리에서 직접 손으로 죽비를 쳐서 소리로 수도승이 정신을 환기하도록 유도하거나 직접 수도승을 때려서 정신을 차리도록 한다.
죽비는 대개 대나무로 만들지만, 다른 소재로 만든 죽비도 죽시장이나 재래시장 한켠에서 볼 수 있다. 일반인들은 회초리나 안마용으로 죽비를 쓰기도 한다.
대나무 가운데를 세로로 잘라 만들거나 아니면 대나무를 반으로 쪼갠 것을 맞대어 붙여 만들기도 한다. 두 쪽의 맨 윗부분이 떨어져 있기 때문에 외부의 자극을 주면 소리가 크게 난다. 이 원리를 이용해 참선 중에 주의를 환기시키는 것이다.

## 비유적 쓰임
죽비의 쓰임새 때문에 "따끔한 가르침" 혹은 질타를 요하는 일을 죽비에 빗대어 표현하기도 한다.